# Országúti diszkó (film, 2024)
Az Országúti diszkó (eredeti cím: Road House) 2024-ben bemutatott amerikai akciófilm, melyet Anthony Bagarozzi és Chuck Mondry forgatókönyvéből Doug Liman rendezett, az 1989-es, azonos című film feldolgozásaként. A főbb szerepekben Jake Gyllenhaal, Daniela Melchior, Conor McGregor (debütáló filmje), J. D. Pardo, Arturo Castro és Billy Magnussen látható. Producere az eredeti filmben is hasonló feladatkört betöltő Joel Silver volt.
Világpremierje 2024. március 8-án volt a South by Southwest fesztiválon nyitófilmjeként. Az Amazon MGM Studios március 21-én adta ki az Amazon Prime Video kínálatában.

## Cselekmény
Az egykori UFC-harcos, Elwood Dalton azzal keresi kenyerét, hogy pályafutásának befejezése után underground harcokban vesz részt. Egy este felfedezi őt Frankie, aki egy kis floridai településen egy országút melletti szórakozóhelyet üzemeltet, és pénzt ajánl Daltonnak, hogy kidobóként dolgozzon nála. Némi kezdeti hezitálás után elfogadja az ajánlatot, Frankie lakóhajóját használja szállásként és hamarosan hírnevet szerez magának a kisvárosban. Állandó verekedései révén megismerkedik az ápolónő Ellie-vel is, akivel nemsokára romantikus kapcsolatba kezd.
A bárban végzett munkája révén Dalton a gátlástalan vállalkozó Ben Brandt célkeresztjében találja magát, aki meg akarja vásárolni Frankie-től az ingatlant, luxusüdülőhelyet építve a területen. Brandt többször is verőlegényeket küld a helyszínre, hogy megfélemlítse a vendégeket és rávegye Frankie-t az eladásra, de Dalton és képzett kidobótársai elbánnak a támadókkal. Különösen a bandavezér Dell-lel gyűlik meg a bajuk, a férfi Dalton életére tör, ami Dalton lakóhajóján egy végzetes összecsapással végződik: Dalton kidobja a fedélzetről és egy krokodil felfalja a bűnözőt.
Még akkor sem lehet rávenni Daltont, hogy elhagyja a várost, amikor Brandt a megye korrupt seriffjét uszítja rá. Brandt ezért felbérel Knox nevű brutális gengsztert, hogy ölje meg Daltont, és gyújtsa fel a bárt. A kettejük közötti harc döntetlennel végződik, ezért Dalton úgy dönt, háborút indít Brandt üzlete ellen. Megöli Brandt egyik emberét, aki korábban megpróbálta megfélemlíteni Dalton tinédzser barátját, Charlie-t, és ellop egy nagyobb összegű pénzt Brandttől.
Az események hatására Brandt elrabolja Ellie-t és a saját jachtjára viszi. Daltonnak a pénzt kellene elcserélnie a lány szabadságáért, ehelyett azonban felrobbantja és elsüllyeszti a hajót. A hajóról kimentett Ellie-vel a menekülő Brandt üldözésére indul, és végül sikerül is elkapnia őt az országúton. Ott Knox is megjelenik, megöli Brandtot, és végső csatát vívnak Daltonnal. Knoxnak sikerül egy késsel súlyosan megsebesítenie Daltont, de végül maga az egykori UFC-bunyós sebzi őt meg életveszélyesen ugyanazzal a késsel és egy törött fadarabbal.
A seriff, aki Ellie apja, elengedi Daltont, és megígéri, hogy elsimítja az ügyet. Dalton maga adja át a Brandt által ellopott pénzt Charlie-nak és a lány apjának, akiknek azt a Brandt emberei által korábban felgyújtott könyvesboltjuk újjáépítésére fordítják. A végefőcím jelenetéből kiderül, Knox túlélte a verekedést, a kórházban rátámadt a személyzetre és megszökött az intézményből.

## Szereplők
| Szerep        | Színész            | Magyar hang        |
| ------------- | ------------------ | ------------------ |
| Elwood Dalton | Jake Gyllenhaal    | Csőre Gábor        |
| Ellie         | Daniela Melchior   | Nagy Katica        |
| Knox          | Conor McGregor     | Király Attila      |
| Ben Brandt    | Billy Magnussen    | Markovics Tamás    |
| Frankie       | Jessica Williams   | Bogdányi Titanilla |
| Black seriff  | Joaquim de Almeida | Kőszegi Ákos       |
| Dell          | J. D. Pardo        | Szabó Máté         |
| Carter        | Austin Post        | Varga Rókus        |
| Billy         | Lukas Gage         | Bergendi Áron      |
| Moe           | Arturo Castro      | Baráth István      |
| Laura         | B. K. Cannon       | Kokas Piroska      |
| Vince         | Beau Knapp         | Moser Károly       |
| Sam           | Darren Barnet      | Kékesi Gábor       |
| Reef          | Dominique Columbus | Penke Bence        |
| Jack          | Bob Menery         | Czető Roland       |
| Clyde         | Catfish Jean       | Kisfalusi Lehel    |
| Stephen       | Kevin Carroll      | Pál Tamás          |
| Charlie       | Hannah Lanier      | Szabó Zselyke      |

## A film készítése
A projektnek hivatalosan 2022 augusztusában adott zöld utat az Amazon Studios, amely öt hónappal korábban vásárolta meg az Metro-Goldwyn-Mayert. Daniela Melchior, Billy Magnussen, Conor McGregor, Gbemisola Ikumelo, Lukas Gage, Hannah Love Lanier, Travis Van Winkle, B.K. Cannon, Arturo Castro, Dominique Columbus, Beau Knapp és Bob Menery csatlakoztak Gyllenhaal mellé. Joaquim de Almeida, Darren Barnet, Kevin Carroll és J. D. Pardo még a hónap folyamán csatlakozott a szereplőgárdához. 2023 júniusában Jessica Williams elárulta, hogy szerepet kapott a filmben.
A forgatás 2022. augusztus 23-án kezdődött a Dominikai Köztársaságban. 2023. március 3-án Gyllenhaal az Ultimate Fighting Championship korábbi harcosával, Jay Hieronnal forgatott egy jelenetet az UFC 285-ös UFC ünnepi mérlegelését követően a nevadai Las Vegasban, az MGM Grand Garden Arénában. A jelenet a mérlegelésen részt vevő rajongók előtt zajlott, akik között ott volt Dana White UFC-elnök, Jon Anik play-by-play bemondó és a UFC-rendezvények más állandó személyzete is. Az esemény szünetében forgattak egy sétálós jelenetet Gyllenhaallal.

## Filmzene
Volker Bertelmann szerezte a film zenéjét. 2024 januárjában bejelentették, hogy Bertelmann távozott a projektből, helyette Christophe Beck lett az új filmzeneszerző.

## Fordítás
- Ez a szócikk részben vagy egészben  a   Road House (2024 film) című angol Wikipédia-szócikk fordításán alapul.  Az eredeti cikk szerkesztőit annak laptörténete sorolja fel. Ez a jelzés csupán a megfogalmazás eredetét és a szerzői jogokat jelzi, nem szolgál a cikkben szereplő információk forrásmegjelöléseként.